# Darren Fenn
Darren Fenn (* 17. Februar 1980 in Tonawanda, New York) ist ein ehemaliger US-amerikanischer Basketballspieler. Er spielte in Deutschland für vier Mannschaften.

## Laufbahn
Fenn spielte in seinem Heimatland am Canisius College in der NCAA. Zeitweise war Kapitän der Hochschulmannschaft, 2012 wurde er in die Sportruhmeshalle des Colleges aufgenommen.
Die Stärken des Centers waren insbesondere Würfe aus der Mitteldistanz und Rebounds. Vor seinen Spielzeiten in der deutschen Basketball-Bundesliga spielte er schon in Frankreich, Belgien, Russland und Bosnien. Dabei wurde er 2004 Russischer Pokalsieger und erreichte das Halbfinale im FIBA EuroCup sowie 2005 Bosnischer Pokalsieger und Meister. In der Saison 2005/06 spielte er für den Aufsteiger Bremerhaven in der Bundesliga und wechselte dann nach Bamberg. Mit den Brose Baskets wurde er 2007 Deutscher Meister. 2008 wechselte er zum Pokalsieger Artland Dragons nach Quakenbrück, mit denen er im ersten Jahr für viele enttäuschend die Play-offs um die Deutsche Meisterschaft verpasste.
Nach vier Jahren in Quakenbrück erhielt Fenn zur Saison 2012/2013 keinen neuen Vertrag in Deutschland und wechselte nach Japan zu den Hitachi SunRockers aus Tokio. Nach einem Jahr kehrte er nach Europa zurück und spielte in Frankreich, wo er seine professionelle Karriere begonnen hatte, bei Jeanne d’Arc aus Dijon als befristeter Ersatz für einen verletzten Landsmann. Nach drei Einsätzen war sein Vertrag wieder beendet und er wechselte Mitte Januar 2014 in die rumänische Divizia A zum Verein aus Timișoara, wo er unter anderem mit dem ehemaligen Bonner Bundesligaspieler Jason Conley zusammenspielte.
Zur Saison 2014/2015 kehrte Fenn nach Deutschland zurück und schloss sich den s.Oliver Baskets Würzburg aus der 2. Basketball-Bundesliga ProA an. Er erhielt einen Vertrag bis Sommer 2015. Nach dem erfolgreichen Aufstieg mit den Würzburgern beendete der verheiratete Familienvater (zwei Töchter) seine Laufbahn. Er ging in sein Heimatland zurück und eröffnete in West Seneca ein Basketball-Trainingszentrum für Kinder und Jugendliche.